# Ithomia oenanthe
Ithomia oenanthe är en fjärilsart som beskrevs av Gustav Weymer 1899. Ithomia oenanthe ingår i släktet Ithomia och familjen praktfjärilar. Inga underarter finns listade i Catalogue of Life.